# Peter Bahl
Peter Bahl (* 3. November 1963 in Bielefeld) ist ein deutscher Historiker.

## Leben

### Familie
Peter Bahl wurde als Sohn des Glasmalers, Musikers und Fotografen Dietrich Bahl und der Musikerin Ellen Bahl geb. Grosse geboren. Sein Großvater mütterlicherseits war der Architekt Rudolf Grosse (1906–1986), der unter anderem das Berliner Schillertheater schuf. 1994 heiratete er die Bibliothekarin Andrea Lindow. Er hat zwei Töchter.

### Werdegang
Er studierte von 1984 bis 1993 Geschichte, Lateinische Philologie und Pädagogik an der Universität Bielefeld und an der Freien Universität Berlin, wo er 1993 das Erste Staatsexamen für das Amt des Studienrats ablegte. 1993 bis 1998 war er wissenschaftlicher Mitarbeiter am Friedrich-Meinecke-Institut der FU. Mit einer Arbeit über den Hof des Großen Kurfürsten wurde er 1999 an der Freien Universität Berlin zum Dr. phil. promoviert. Von 2001 bis 2002 war er wissenschaftlicher Mitarbeiter am Brandenburgischen Landeshauptarchiv in Potsdam und Lehrbeauftragter für Genealogie an der Universität Potsdam sowie von 2002 bis 2004 wissenschaftlicher Angestellter am Geheimen Staatsarchiv Preußischer Kulturbesitz in Berlin-Dahlem. 2005 bis 2007 bearbeitete er als Ausstellungskurator der Zentral- und Landesbibliothek Berlin die Ausstellung „Der Kanzler und seine Bücher. Einblick in die Sammlung des Fürsten Hardenberg“. 2005 bis 2011 war er Lehrbeauftragter an der Technischen Universität Berlin und seit 2012 ist er in gleicher Funktion an der Universität Potsdam tätig. 2015 bis 2017 hat er als Wissenschaftlicher Mitarbeiter am Institut für Geschichtswissenschaften der Humboldt-Universität zu Berlin bei Michael Wildt an dessen Lehrstuhl für Deutsche Geschichte im 20. Jahrhundert mit einem Schwerpunkt in der Zeit des Nationalsozialismus an einer Studie zur Integration der Vertriebenen in Brandenburg nach 1945 gearbeitet, einem von der Beauftragten der Bundesregierung für Kultur und Medien geförderten Projekt in Kooperation mit der Historischen Kommission zu Berlin.
Bahl forscht auf dem Gebiet der brandenburgischen Landesgeschichte, der Geschichte Preußens, Berlins und Potsdams sowie der Personengeschichte und der Genealogie. Seit 1988 ist er Archivar, seit 1998 zusätzlich stellvertretender Bibliothekar und seit 2006 zudem Vorsitzender der Landesgeschichtlichen Vereinigung für die Mark Brandenburg, seit 1997 Vorstandsmitglied des Herolds, Verein für Heraldik, Genealogie und verwandte Wissenschaften, seit 2000 Mitglied und seit 2006 Vorstandsmitglied der Brandenburgischen Historischen Kommission, seit 2003 Mitglied und seit 2009 Vorstandsmitglied der Historischen Kommission zu Berlin, von 2005 bis 2017 war er Mitglied der Kommission zur Verleihung der Johann-Christoph-Gatterer-Medaille, seit 2010 ist er Vorstandsmitglied und Archivbeauftragter der Arbeitsgemeinschaft ostdeutscher Familienforscher, seit 2021 Vorstandsmitglied der Arbeitsgemeinschaft für mitteldeutsche Familienforschung. Zudem ist er Mitglied der Historischen Kommission für Schlesien.

### Ehrungen
- Johann Christoph Gatterer-Medaille in Silber (2017)[5]

## Veröffentlichungen (Auswahl)
- (Hrsg.): Die Bürgerrolle der Stadt Teltow bei Berlin 1500–1888 (= Schriftenreihe der Stiftung Stoye, Band 36). Degener, Neustadt an der Aisch 2000, ISBN 3-7686-4208-9.
- Der Hof des Großen Kurfürsten. Studien zur höheren Amtsträgerschaft Brandenburg-Preußens (= Veröffentlichungen aus den Archiven Preußischer Kulturbesitz, Beiheft 8). Böhlau, Köln, Weimar, Wien 2001, ISBN 3-412-08300-3, zugleich: Dissertation, Freie Universität Berlin, 1999 (eingeschränkte Vorschau auf Google Books).
- Marlene Dietrich – Herkunft und Verwandtschaft. 3 Teile. In: Herold-Jahrbuch. Neue Folge, Band 6, 2001, S. 9–94; Band 7, 2002, S. 9–56; Band 8, 2003, S. 15–62.
- mit Friedrich Beck, Eckart Henning in Verbindung mit Kurt Adamy u. Detlef Kotsch (Hrsg.): Brandenburgisches Biographisches Lexikon (= Einzelveröffentlichung der Brandenburgischen Historischen Kommission, Band 5). Verlag für Berlin-Brandenburg, Potsdam 2002, ISBN 978-3-935035-39-2.
- mit Ingeborg Kolb: Die pommersche Lehrerfamilie Dittmer. Stammfolge und Quellenedition (= Herold-Studien, Band 7). Starke, Limburg an der Lahn 2004, ISBN 3-7980-0263-0.
- mit Friedrich Beck, Regina Rousavy, Waldemar Schupp (Hrsg.): Zehn Jahre Fachgruppe Historische Hilfswissenschaften. Beiträge der gemeinsamen Tagung des Herold mit seiner Fachgruppe Historische Hilfswissenschaften am 28. April 2005 im Museum Europäischer Kulturen in Berlin-Dahlem. Prof. Dr. Eckart Henning MA gewidmet anläßlich seines 65. Geburtstages (= Herold-Studien, Band 8). Degener, Neustadt an der Aisch 2005, ISBN 3-7686-7021-X, ISBN 978-3-7686-7021-0.
- Leitfaden für Ortschronisten in Brandenburg. Brandenburgisches Landeshauptarchiv, Potsdam 2006 (PDF).
- (Hrsg.): Die Landesgeschichtliche Vereinigung für die Mark Brandenburg in Vergangenheit und Gegenwart (= Schriften der Landesgeschichtlichen Vereinigung für die Mark Brandenburg, Neue Folge, Band 2). LGV, Berlin 2009.
- Das Archiv der Landesgeschichtlichen Vereinigung für die Mark Brandenburg und seine Bestände (= Quellen, Findbücher und Inventare des Brandenburgischen Landeshauptarchivs, Band 24, = Schriften der Landesgeschichtlichen Vereinigung für die Mark Brandenburg, Neue Folge, Band 3). Lang, Frankfurt am Main [u. a.] 2009, ISBN 978-3-631-59324-0.
- mit Wolfgang Ribbe: Die Matrikel der Friedrich-Wilhelms-Universität zu Berlin 1810–1850 (= Einzelveröffentlichungen der Historischen Kommission zu Berlin, Band 86). 3 Bände, Walter de Gruyter, Berlin und New York 2010, ISBN 978-3-11-023116-8.
- Alt-Berliner Bürgertum. Die Familie Mecklenburg vom 17. Jahrhundert bis zur Gegenwart. Stargardt, Berlin 2012, ISBN 978-3-87775-030-8.
- mit Claudia Nowak und Ralf Pröve (Bearbeiter), Jürgen Kloosterhuis, Bernhard R. Kroener und Klaus Neitmann (Hrsg.): Militär und Gesellschaft in Preußen. Quellen zur Militärsozialisation 1713–1806. Archivalien im Land Brandenburg (= Quellen, Findbücher und Inventare des Brandenburgischen Landeshauptarchivs, Band 26–28). 3 Bände, Lang, Frankfurt am Main 2014, ISBN 978-3-631-62716-7, ISBN 978-3-631-62717-4, ISBN 978-3-631-62718-1.
- mit Claudia Nowak und Ralf Pröve (Bearbeiter), Jürgen Kloosterhuis, Bernhard R. Kroener und Klaus Neitmann (Hrsg.): Militär und Gesellschaft in Preußen. Quellen zur Militärsozialisation 1713–1806. Archivalien in Berlin, Dessau und Leipzig (= Veröffentlichungen aus den Archiven Preußischer Kulturbesitz. Arbeitsberichte, Band 15). 4 Bände, Selbstverlag des Geheimen Staatsarchivs PK, Berlin 2015, ISBN 978-3-923579-22-8.
- (Hrsg.): Lorenz Friedrich Beck: Landesgeschichte und Historische Hilfswissenschaften. Ausgewählte Aufsätze (= Schriften des Wilhelm-Fraenger-Instituts Potsdam, Band 14; Einzelveröffentlichung des Brandenburgischen Landeshauptarchivs, Band 16). Verlag für Berlin-Brandenburg, Berlin 2016, ISBN 978-3-945256-56-5
- (Hrsg.): Festschrift zum 150-jährigen Bestehen des HEROLD zu Berlin 1869–2019 (= Herold-Jahrbuch, N.F., Band 23/24). Selbstverlag des Herold, Berlin 2019, ISBN 978-3-948099-00-8.
- Belastung und Bereicherung. Vertriebenenintegration in Brandenburg ab 1945 (= Bibliothek der Brandenburgischen und Preußischen Geschichte, Band 17). Berliner Wissenschafts-Verlag, Berlin 2020, ISBN 978-3-8305-4186-8 (open access).